# 武田砂鉄
武田 砂鉄（たけだ さてつ、1982年10月29日 - ）は、日本のフリーライター、ラジオパーソナリティー。元編集者。東京都東大和市出身。身長185cm。著作『紋切型社会』で第25回Bunkamuraドゥマゴ文学賞などを受賞。

## 来歴
明治学院中学校・明治学院東村山高等学校、成城大学卒業。祖父は新聞記者で、幼い頃から実家には本が沢山あった。高校の頃からハードロックやヘヴィメタルに入れ込む。特に音楽評論家である伊藤政則の文章からの影響を度々語っている。19歳の時に音楽誌『beatleg magazine』編集部へ、ルーズリーフに書いた文章を持ち込み、掲載されたのがライターとしての初仕事であった。以後、同誌でコラムの連載を開始。この連載は、出版社に勤める間も会社には秘密で続けられた。
大学卒業後、2005年から2014年8月まで河出書房新社で時事問題やノンフィクション書籍の編集者として勤務し、退職後フリーライターとなる。『beatleg』、『TRASH-UP!!』、『STRANGE DAYS』、『SPA!』、『ヘドバン』cakes、CINRA.NET、Yahoo!ニュース、ハフィントン・ポストなど雑誌やウェブニュース系の連載を多数持つ。
2015年4月、初の著作『紋切型社会』を上梓。同年9月藤原新也の選考により、同書で第25回Bunkamuraドゥマゴ文学賞を受賞。2016年3月には第9回（池田晶子記念）わたくし、つまりNobody賞を受賞した。2021年12月には自身も『アシタノカレッジ」でパーソナリティーをしている、TBSラジオの『開局70周年記念 TBSラジオ公式読本』の責任編集を務める。

## 人物
- サインの横には毎回ウサギのイラストを添えており、このウサギは学生時代から年賀状などにも描いていた。2022年7月に発売された『べつに怒ってない』では、武田の描いたウサギがカバーにも使用されている。

## 著書

### 単著
- 『紋切型社会：言葉で固まる現代を解きほぐす』朝日出版社、2015年4月。ISBN 978-4255008349
  - （改題）『紋切型社会』新潮社〈新潮文庫〉、2019年3月。ISBN　978-4-10-121661-4
- 『芸能人寛容論：テレビの中のわだかまり』青弓社、2016年8月。ISBN 978-4787273918
- 『コンプレックス文化論』文藝春秋、2017年7月。 / 文春文庫、2021年10月。ISBN　978-4-16-791773-9
- 『日本の気配』晶文社、2018年4月。 / 筑摩書房〈ちくま文庫〉、2021年9月。ISBN　978-4-480-43759-4
- 『わかりやすさの罪』朝日新聞出版、2020年7月。 / 朝日文庫、2024年1月。ISBN　978-4-02-262087-3
- 『偉い人ほどすぐ逃げる』文藝春秋、2021年5月。ISBN 978-4163913759
- 『マチズモを削り取れ』集英社、2021年7月。 / 集英社文庫、2024年5月。ISBN　978-4-08-744650-0
- 『べつに怒ってない』筑摩書房、2022年7月。ISBN 978-4480815668
- 『今日拾った言葉たち』暮しの手帖社、2022年9月。ISBN 978-4766002270
- 『父ではありませんが：第三者として考える』集英社、2023年1月。ISBN 978-4087880816
- 『なんかいやな感じ』講談社、2023年9月。ISBN 978-4065328743
- 『テレビ磁石』（堀道広：イラスト）光文社、2024年10月。ISBN　978-4-334-10441-2

### 編集
- ナンシー関の耳大全77：ザ・ベスト・オブ「小耳にはさもう」1993 - 2002（ナンシー関著、朝日文庫、2018年）。ISBN　978-4-02-261941-9
- 災間の唄（小田嶋隆著、サイゾー、2020年）。ISBN　978-4-86625-130-1
- ル・ボン『群衆心理』：熱狂が「私」を蝕む（NHK出版〈100分de名著〉、2021年9月号）。ISBN　978-4-14-223129-4
- 開局70周年記念：TBSラジオ公式読本（2021年12月、リトル・モア）ISBN 978-4898155516

### 共著・寄稿
- 現代用語の基礎知識2016（2015年11月、自由国民社）ISBN 978-4426101343
- 時代の動かし方 日本を読みなおす28の論点「2016年に求められるのは、「五郎丸ピケティ」的な語感」（幻冬舎）Kindle版
- さよなら！ハラスメント：自分と社会を変える11の知恵（小島慶子編、晶文社、2019年）。ISBN　978-4-7949-7068-8
- せいのめざめ（益田ミリと共著、2017年1月、河出書房新社）ISBN 978-4309025421
- 往復書簡：無目的な思索の応答（又吉直樹との共著、2019年3月、朝日出版社）ISBN　978-4-255-01108-0
- 平成遺産（川島小鳥・最果タヒ・ブレイディみかこ他共著、淡交社、2019年）。ISBN　978-4-473-04298-9
- ブックオフ大学ぶらぶら学部（山下賢二・島田潤一郎ほか共著、夏葉社、2020年）。ISBN　978-4-904816-34-9
- あの公園のベンチには、なぜ仕切りがあるのか？：知らぬ間に忍び寄る排除と差別の構造（森達也編著、2023年11月、論創社）ISBN 978-4846022372

### 雑誌連載
- RTの現場（2016年2月 - 連載中、『Quick Japan』太田出版）
- 今週のわだかまり（2022年8月19-26号 - 2023年6月9日休刊特別増大号『週刊朝日』朝日新聞出版）- 連載中（2023年6月12日号 -『AERA』同社）[注 1] 。

### ウェブ連載
- ワダアキ考 〜テレビの中のわだかまり〜（2014年3月 - 2022年7月、コンテンツ配信サイト『cakes』）

## 出演

### ラジオ

#### 現在
- 大竹まこと ゴールデンラジオ!（2017年12月5日 - 、文化放送）
  - 大竹紳士交遊録 隔週火曜（2017年12月5日 - 2021年6月）、火曜・深澤真紀の出演週以外の週（2021年9月 - 2022年5月3日）
  - 大竹のもっと言いたい放題 火曜担当（2022年5月10日 - ）
- 蓮見孝之 まとめて!土曜日（TBSラジオ） - コメンテーター（準レギュラー）
- 武田砂鉄のプレ金ナイト（2023年4月7日 - 、TBSラジオ） - パーソナリティー

#### 過去
- 荻上チキ・Session22／荻上チキ・Session（随時、荻上チキの代理パーソナリティーほか）
- クロノス（2018年8月27日、28日、TOKYO-FM） - サブMC
- ACTION（2019年4月5日 - 2020年9月25日、TBSラジオ） - 金曜パーソナリティー
- 「新時代のコトバ会議」（TBSラジオ、2021年1月1日）
- JRN・TBSラジオ報道特別番組「総選挙開票スペシャル2021」（TBSラジオ、2021年10月31日）
- TBSラジオ開局70周年 特別番組 「大感謝祭」第3部（TBSラジオ、2021年12月24日）
- アフター6ジャンクション 〈読書〉についてアレコレ語らう雑談企画『ブック・ライフ・トーク』（TBSラジオ、2022年5月3日）
- JRN・TBSラジオ報道特別番組「開票ライブ！参院選2022」（TBSラジオ、2022年7月10日）
- ジェーン・スー 生活は踊る（TBSラジオ、2021年9月1日、2022年5月4日、2022年10月31日、2024年1月10日)　- 代理パーソナリティー（ジェーン・スーが休みを取得したことによる）
- ROCK ENTERTAINMENT 高見沢俊彦のロックばん（TBSラジオ、2023年1月8日 - 1月15日）- 高見沢俊彦とロック談義
- 3･11 報道特別番組「伝える〜東日本大震災から12年」（TBSラジオ、2023年3月11日）[12]
- たまむすび『週刊にっぽんの空気』（TBSラジオ、2022年6月27日 - 2023年3月27日）小田嶋隆さん追悼企画、以降随時出演
- アシタノカレッジ（2020年10月2日 - 2023年3月31日、TBSラジオ） - 金曜パーソナリティー

### テレビ番組
- タモリ倶楽部（テレビ朝日） - 以下の回でゲスト出演
  - 2018年12月7日「受験業界震撼 作者の気持ちを作者は解けるか?」 - 武田の作品を使った花園大学の入試問題に挑戦した。
  - 2019年5月18日「美女の方言を音楽的に分析」
- 100分de名著（2021年9月6日、9月13日、9月20日、9月27日、NHK Eテレ）- ギュスターヴ・ル・ボンの『群集心理』の解説

### ウェブ番組
- デモクラシータイムス（YouTube、2019年4月26日、2023年6月25日）
- ポリタスTV（YouTube、2022年9月23日）

## 受賞歴
- 第25回Bunkamuraドゥマゴ文学賞（2015年）
- 第9回（池田晶子記念）わたくし、つまりNobody賞（2016年）
- 紀伊國屋じんぶん大賞 - 第6回（2016年）にて『紋切型社会』が第4位。